# Буланжизм

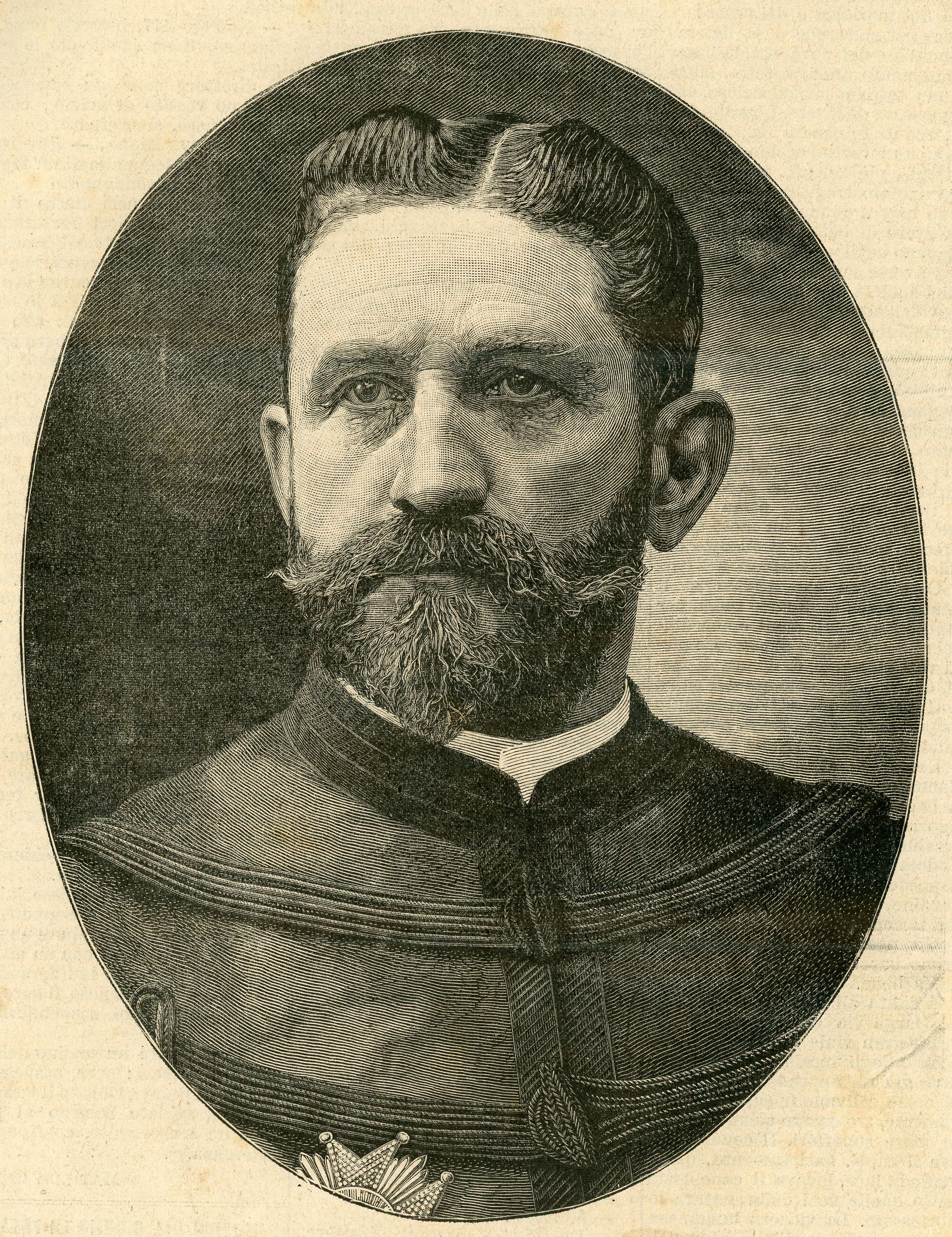
Жорж Буланже

Буланжи́зм (фр. Boulangisme) — ультраправое движение во Франции в конце 1880-х годов под лозунгами реваншистской войны против Германии, пересмотра республиканской Конституции 1875 года и роспуска парламента.
Движение возглавлял генерал Ж. Буланже. Представляя блок социально и политически разнородных оппозиционных элементов, буланжизм достиг своего апогея в конце 1888 — начале 1889, когда Буланже был избран в палату депутатов. Однако после его бегства в Бельгию (1889) движение быстро пошло на убыль.

## Становление движения
Поглощённые борьбой с монархистами и клерикалами, демократы не сразу заметили, как выросло и окрепло новое политическое движение — национализм. Отчасти его подъём был связан с общим усилением политического радикализма, вызванного разочарованием широких слоев населения в результатах политики «умеренных республиканцев». В связи с этим всё большую популярность приобретает партия так называемых радикалов, заявлявших о верности старой программе демократических и социальных реформ. Свою роль сыграл и экономический кризис середины 1880-х гг. Но главное — общественное мнение Франции не смирилось с тяжёлым поражением во Франко-прусской войне.
Военная тревога 1886—1887 гг., связанная с мелким инцидентом на франко-германской границе, вызвала во Франции всплеск реваншистских и милитаристских настроений, на почве которых и выросло националистическое движение. Начав с критики конкретных действий демократических правительств, националисты постепенно перешли к отрицанию конституционных основ Третьей республики. В особенности они нападали на парламентаризм, усматривая в нём причину ослабления государственной власти и национального единства. Они выдвинули требование пересмотра конституции в целях усиления исполнительной власти по образцу президентской республики 1848 г.

## Роль Ж. Буланже
На роль «сильной личности», способной укрепить пошатнувшийся авторитет государственной власти, националисты прочили генерала Буланже. Ветеран многих войн, борец с армейской рутиной, наконец, республиканец по своим взглядам, он пользовался поддержкой прогрессивистов. В 1886 году при содействии Клемансо генерал Буланже получил пост военного министра. По его инициативе были осуществлены реформы в армии, снискавшие ему популярность: принята на вооружение скорострельная винтовка Лебеля (Lebel M1886), сокращён срок военной службы с пяти до трех лет, улучшены бытовые условия рядовых и унтер-офицеров. А твёрдость, которую он продемонстрировал перед лицом угроз Германии в 1887 году, окончательно сделала его кумиром толпы — «генералом реванша».
На амбициях популярного генерала стремились сыграть различные политические партии. Прогрессивисты рассчитывали с его помощью прийти к власти, но вскоре их отпугнули авторитарные стремления Буланже. Монархистам пришла в голову мысль использовать его против республики. К буланжистам примкнула даже часть социалистов, однако поссибилисты и большинство бланкистов во главе с Вайяном выступили против Буланже (гедисты, выдвинув лозунг: «Между чумой и холерой не выбирают», заняли нейтральную позицию). Но главной опорой буланжизма было националистическое движение, ведущую роль в котором играла Лига патриотов. Основанная в 1882 г. поэтом Полем Деруледом и историком Анри Мартеном, она ставила целью «развитие физических и моральных сил нации», прежде всего в интересах победоносной войны против Германии. В середине 1880-х гг. Лига патриотов насчитывала свыше 180 тыс. членов.
В марте 1888 года Буланже был уволен из армии. Он выдвинул свою кандидатуру на дополнительных выборах в Палату депутатов и был избран. В парламенте Буланже внёс предложение о пересмотре конституции. Когда оно было отвергнуто депутатами, генерал вынес его на своеобразный плебисцит. Выборы в то время проводились по партийным спискам, и закон не запрещал многократно выдвигать одну и ту же кандидатуру в разных избирательных округах. Этим и воспользовался Буланже. Под лозунгами роспуска парламента, пересмотра конституции и созыва Учредительного собрания он принял участие в дополнительных выборах по разным округам, которые проводились во второй половине 1888 года. И практически везде ему сопутствовал успех.
В ночь на 28 января 1889 года Париж не спал, напряженно ожидая результатов дополнительных выборов, которые состоялись в департаменте Сена. Когда стало известно, что Буланже победил, толпы националистов вышли на улицы. Дерулед умолял Буланже брать власть немедленно, не дожидаясь всеобщих выборов, намеченных на осень. Но не будучи авантюристом по натуре, Буланже не решился на переворот.

## Завершающий этап

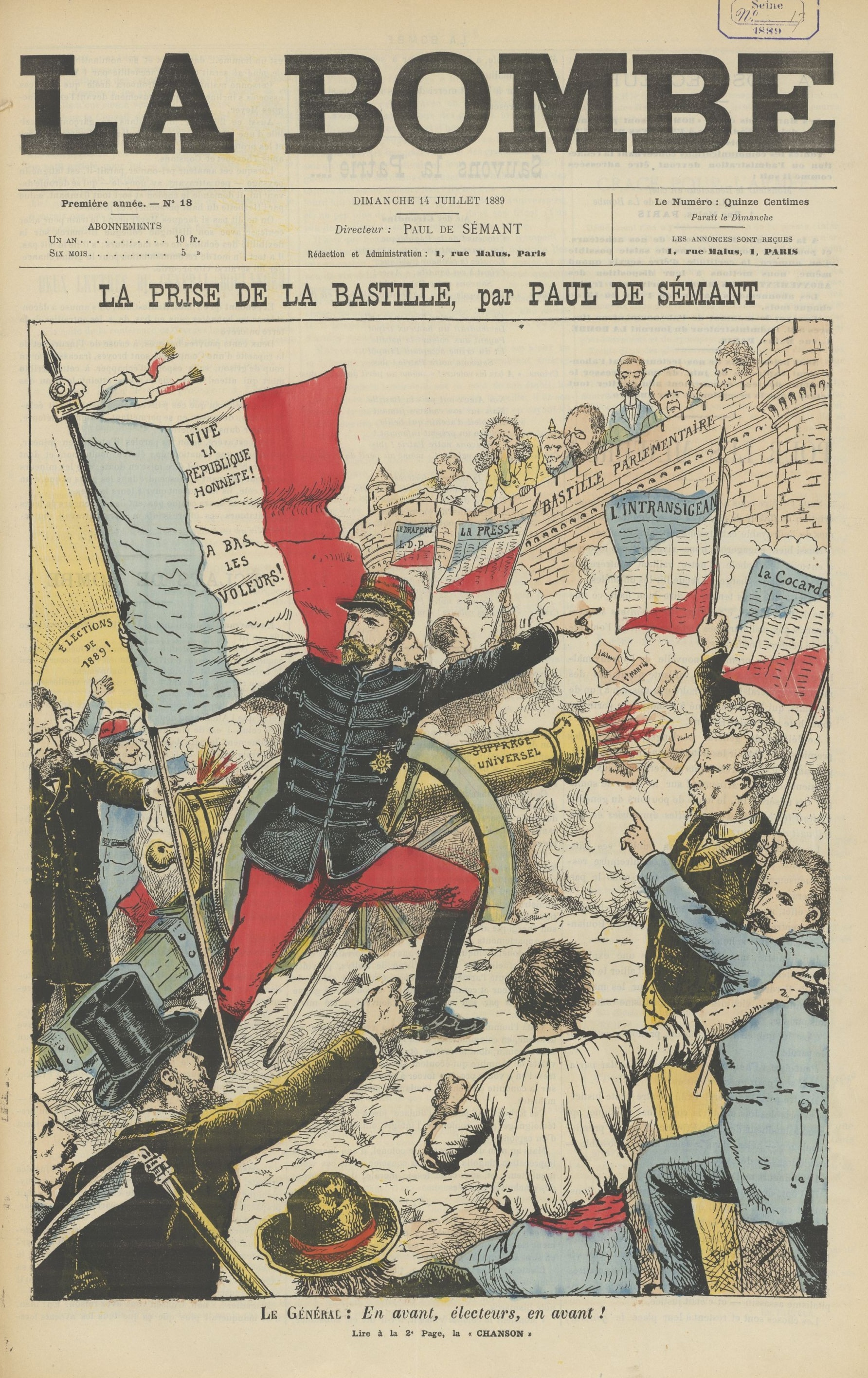
Французские выборы 1889. Карикатура в честь 100-летия штурма Бастилии

Щепетильностью генерала воспользовались правящие умеренные республиканцы. Они внесли изменения в закон о выборах, отменив голосование по партийным спискам и запретив многократное выдвижение одной и той же кандидатуры. Правительство даже пошло на прямую провокацию. Министр внутренних дел Клеман распустил слух о якобы готовящемся аресте Буланже. Того явно не устраивала роль мученика, и 1 апреля 1889 года он бежал в Брюссель. С этого момента буланжизм резко пошёл на спад. В августе Сенат, заседая в качестве верховного суда, заочно приговорил Буланже к изгнанию. Преследованиям в судебном порядке подверглись и вожаки националистического движения. Лига патриотов была распущена, а Дерулед приговорен к штрафу. На выборах в сентябре 1889 буланжисты смогли провести в Палату депутатов лишь 72 представителя. Точку в истории буланжизма поставило самоубийство генерала в 1891 году.